# Cueva de la Ranchería
Cueva de la Ranchería es un sitio arqueológico al sur de la Ciudad Madera, en las inmediaciones del Cañón Sirupa, al oeste del estado mexicano de Chihuahua. 
La ciudad de Madera cuenta con infraestructura turística básica, sin embargo puede ser difícil conseguir transporte para hacer el viaje a La Ranchería donde están las ruinas, estas cubren una extensa área en la base del cañón de Sirupa. Es un viaje relativamente largo en terracería. Se sugiere planear un viaje de un mínimo de 9 a 10 horas, con poco tiempo para explorar. También posible visitar la antigua misión de San Andrés de Sirupa. Destruido por los Tarahumara en 1690. El paisaje es especialmente hermoso y hace que valga la pena el viaje desde la aldea de Sirupa. Cerca hay manantiales termales de Agua Caliente de Sirupa.
Es recomendable visitarla en compañía de un guía experimentado.

## Primeras Investigaciones
En 1898, el explorador noruego Darl Lumbholtz, dio las primeras noticias sobre cuevas con casas en la región de Madera, en la parte norte de la Sierra Tarahumara. Descubrió varios sitios, entre ellos la Cueva del Garabato, conocida actualmente como las Cuarenta Casas.
Posteriormente, varios antropólogos y arqueólogos exploraron someramente la región, concentrándose sobre todo en los alrededores de cuarenta Casas. Casi todos ellos publicaron los resultados de sus estudios;
- H.A. Carey en 1931.

- E.B. Sayles en 1936

- A.V. Kidder en 1939,

- R.H. Lister en 1946 y 1958

- Eduardo Contreras en 1959

- Arturo Guevara en 1986,

- David Pearson, Fernando Sánchez M. Y D, Phillips en 1990.

Sin embargo, aún es muy poco lo que se conoce sobre las cuevas con casas, y su exploración y estudio sistemático apenas se está iniciando. 

## La Zona de Madera
Madera fue un aserradero donde se trabaja la madera extraída en los bosques cercanos; pero sus mayores atractivos son las cuevas milenarias en su alrededor, las cuales sirvieron de habitación y refugio a los habitantes de la cultura Paquimé, quienes construyeron sus viviendas dentro de ellas.
Existen varias zonas arqueológicas de la cultura Paquimé, en esta zona, a partir del Municipio de Madera. Las cuevas más importantes de Madera son:

### Huápoca
Se encuentra a 36 kilómetros al oeste de Madera, por terracería.
Las cuevas de Huápoca consisten en Cueva de la Serpiente y Nido del águila. Son consideradas las más impresionante en acantilado. Conserva estructuras íntegras.
Tiene magníficas vistas del cañón de Huápoca.

#### Cueva de la Serpiente
Tiene 14 viviendas de adobe de más de mil años de antigüedad.

#### Nido del águila
Solo tiene una vivienda, en el borde de un acantilado, bajo un saliente rocoso, motivo de su nombre.

### Cueva Grande
Se encuentra a 66 kilómetros al oeste de Madera, por terracería. Cueva Grande se esconde en los pliegues de la tierra y está oculta por ramas de árboles.
La boca de la cueva es tiene una cascada que cae desde la cima de la cueva a una alberca y fluye río abajo. Hay dos viviendas de 800 años de antigüedad, de dos pisos que proporcionan buenos ejemplos de las técnicas de construcción de la época. También hay una zona de almacenamiento de grano redondo detrás de la estructura más cercana a la boca de la cueva.

### La Ranchería
Complejo de cuevas, 50 kilómetros al sur de Madera.

### Cueva del Puente
45 kilómetros al norte de Madera

### Cuarenta Casas
Cuevas El Garabato o Cueva de Las Ventanas, conocidas como Cuarenta Casas por la gran cantidad de recintos precolombinos que hay en su interior. Construidos entre los años 1,060 y 1,205 dC, habrían cumplido la función de viviendas para los hombres de la cultura Paquimé.
Dentro de este conjunto de cuevas (localizadas en el arroyo El Garabato) destacan Las Ventanas, con una interesante cantidad de construcciones y la Cueva Grande, resguardada por una pequeña cascada.

#### Cueva de la Momia
En su interior se encontró el cuerpo momificado de un hombre adulto, el cual estaba rodeado de ofrendas como cerámicas, utensilios de piedra, tallos y mazorcas de maíz tierno (elotes). 
Actualmente la momia se encuentra en el Museo del Capitán Leal, en la ciudad Madera. Su estado de conservación es excelente.
Se cree que en la cueva, localizada muy cerca de la Barranca Arroyo del Venado, había más momias en buen estado, pero éstas habrían sido destruidas por visitantes irresponsables. 
La cueva está dividida en dos niveles, pudiéndose encontrar en el segundo más de diez cuartos en óptimas condiciones.

#### Nuevos Hallazgos
En uno de los cañones laterales al río Papigochi, hacia el suroeste de Ciudad Madera, se encuentra un conjunto que fue habitado por comunidades antiguas que construyeron casas en las cuevas y los abrigos rocosos. Estos sitios son tan seguros que hasta la fecha se encuentran prácticamente intactos.
Ninguna de estas cuevas se puede ver fácilmente, la única manera de darse cuenta de que existen, es cuando está en ellas.

##### Cueva de los Fierros
Se encuentra a media ladera del cañón en una pared casi vertical. Su amplitud es de unos 30 m y alberga un conjunto de cuando menos 10 cuartos construidos con adobe, algunos de ellos de dos pisos. Todo el conjunto cuenta con una base de cimiento, como una terraza, sobre la cual fueron hechos los cuartos, cuyas ventanas tienen forma de paleta o “T”, típica de la cultura paquimé.
Casi todas las habitaciones están semidestruidas; los techos aún conservan la estructura de madera original, y en el interior localizamos algunas herramientas de piedra como raspadores, cuchillos, metates, algunos fragmentos de cerámica y otros objetos que no pudimos identificar. Abundaban los olotes, señal de que eran consumidores de maíz y de que aquí lo almacenaban.

##### Cueva de la Puerta
A unos cientos de metros de la primera cueva, se localiza otra, también se encuentra a media pared del cañón. Su amplitud es de alrededor de 25m y presenta vestigios de unos 12 cuartos o recintos, en los cuales se aprecia el vandalismo de los buscadores de tesoros, que destruyeron parcialmente pisos y paredes.
Se puede apreciar cómo se construían las casas en la antigüedad. Se construían con una especie de trenzado con varas y ramas de algunos árboles locales, principalmente el táscate (nombre local para algunas especies de juníperos ) y el fresno, y sobre este trenzado le iban dando forma a las paredes con adobe. El trenzado se encuentra también conservado que los amarres con que fue hecho están intactos. Existen dos tipos de amarres; uno hecho con la fibra de la palmilla (una de las especies de agave de la región) y el otro con una rama que la gente llama sawarique. En uno de los cuartos se puede observar el piso original de la vivienda, hecho de adobe tan bien trabajado que por lo liso parecía emparejado con cemento. El techo y las paredes de los cuartos están negros, probablemente por la acumulación de hollín y humo de fogatas que a través de cientos de años se hicieron allí.  Frente a la cueva de la Puerta, al otro lado del cañón, existe otra cavidad con casas, es más pequeña con solo tres recintos, pero muy bien conservados.
Medio kilómetro más arriba hay una pequeña cueva con una solitaria y pequeña casa en muy buen estado. Por la excelente vista del cañón desde ahí, probablemente este lugar fue un punto de observación o de vigilancia.

## Antecedentes culturales
Grupos humanos cazadores-recolectores llegaron a la región desde el norte, probablemente Mogollón, Anasazi o Hohokam, siguiendo la Sierra Madre Occidental; utilizaron vegetales, aprovecharon las especies animales menores, como los guajolotes; ocuparon la sierra y gradualmente se dispersaron a lo largo de los ríos, dando lugar a la Cultura Paquimé o de Casas Grandes, cuyos primeros pobladores fueron recolectores en proceso de sedentarización. 
Se han encontrado evidencias de la cultura Mogollón, fragmentos de cerámica sencilla y otros materiales de tipo suntuario, más escasos, propios de la cultura Paquimé. Los constructores del sitio debieron ser aldeanos que además de aprovechar intensamente el medio ambiente, como puede verse en los vestigios localizados en los recintos, cultivaron el maíz, calabaza y frijol, para ello establecieron un sistema de aprovechamiento comunal.
Existen importantes evidencias de los pobladores nativos del norte de México, de la cultura Casas Grandes, subregión de la cultura mogollón, junto con la Anasazi y la Hohokam conforman el área de Oasisamérica. La región cultural del norte es conocida en México como Gran Chichimeca, y en Estados Unidos se le llama Suroeste Americano.
Sitios de esta cultura se localizan en el estado de Chihuahua; Paquimé era la cabeza y centro comercial de la región. Los primeros asentamientos de esta cultura están fechados en 1000 a. C. (desde el Arcaico Tardío); su apogeo se dio entre 1261 y 1300 d. C., y su desaparición ocurrió en 1450 d. C.
La difícil naturaleza de esta zona formó los rasgos distintivos de sus habitantes; quienes pasaron de ser cazadores-recolectores nómadas a sedentarios, agricultores y explotación de animales.
Los sitios de esta cultura se encuentran desde la costa del océano Pacífico hasta la Sierra Madre Occidental, pasando por todo tipo de entorno ecológico y climático.

### Primera etapa cultural
La primera etapa, se llama “del desierto”, los nativos antiguos hicieron petrograbados y pinturas rupestres, para eventos ceremoniales, para la caza. El más representativo es Samalayuca.

### Segunda etapa cultural
Etapa “de la montaña”, forman parte las casas acantilado, en la parte superior de cañones. Cuevas y cavidades se convirtieron en refugios y viviendas; era necesario que fueran confortables en temperaturas extremas, y que sirvieran de protección ante ataques. El mayor desarrollo de esta cultura se dio en Paquimé, gran ciudad comercial con edificaciones de tres pisos que dieron nombre a la cultura Casas Grandes.
Además de testimonios de su religión dejó importantes creaciones artísticas, como su fina cerámica.

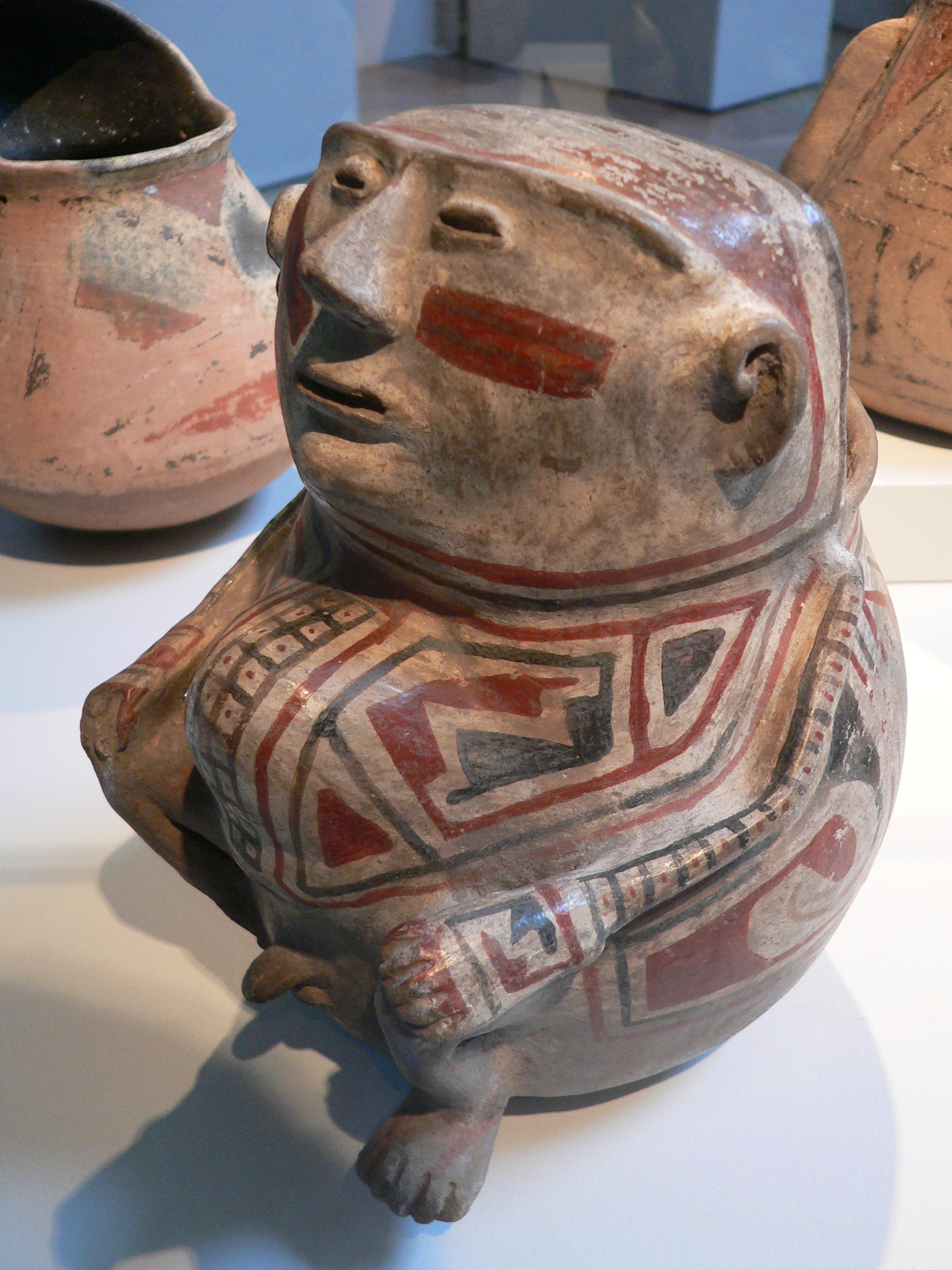
Jarra con forma humana, de la cultura Casas Grandes. Forma parte de la colección del Museo de Stanford (Estados Unidos).

### La cultura Paquimé
La Cultura Paquimé se clasifica dentro del grupo de culturas Mogollón, y dependiendo de si se usan fuentes Norteamericanas o Mexicanas es parte de las culturas de Suroeste o del Norte, últimamente se ha reclasificado la zona como Oasisamérica.
Dicha cultura alcanzó su mayor esplendor en la región de Casas Grandes, Chihuahua, México, en el asentamiento humano conocido como Paquimé. Por esta región pasaron rumbo al sur de México y de América muchas migraciones humanas en distintas épocas, para el año 3000 a. C. se ubican en la zona los primeros rastros de los grupos yutoaztecas, lo cual confinó a los más antiguos pobladores de origen hokaltecanos al este y oeste de la región.
Alrededor del año 700 se dio inicio la cultura Paquimé en la región con la introducción de la agricultura y construcción de pequeñas casas de adobe semi-subterráneas construidas a la orilla de los ríos Piedras Verdes, San Pedro y San Miguel, dichos ríos forman al unirse el río Casas Grandes.
Charles Di Peso, arqueólogo que ha estudiado la zona, ha propuesto seis etapas que muestran el desarrollo de la cultura.

#### Etapa I
Horizonte pre-cerámico. Se ignora su inicio y concluyó entre los siglos I y II.

#### Etapa II
Período de la cerámica sin decoración. Concluyó alrededor del siglo VIII.

#### Etapa III
Período viejo. Concluyó alrededor del siglo XI. Durante el período viejo se establecieron las primeras aldeas y sus pobladores practicaban la agricultura de temporal además que aprovechaban los escurrimientos de agua de la sierra.
El período viejo se subdivide en: 
- Fase Convento.
- Fase Pilón.

Durante las fases Convento y Pilón inició la construcción de casas circulares construidas por la excavación de un círculo a la profundidad de menos de un metro que servía de base, el área de tales viviendas era de 10 m² aproximadamente y la puerta redondeada, en el centro de la aldea se erigía una vivienda comunitaria de mayor tamaño que las casas familiares.
- Fase Perros Bravos. Durante la fase Perros Bravos aumentó el tamaño de las viviendas, se empezaron a construir pegadas unas a otras y su base dejó de ser circular para adoptar la forma cuadrada. La cerámica decorada se hizo presente en este período, además aparecen pedazos de concha, collares, cuentecitas de turquesa y cobre trabajado.

#### Etapa IV
Período medio. Terminó en el siglo XIV. Durante el período medio se transformó la organización social y el aspecto de la ciudad. 
El período se subdivide en:
- Fase Buena Fe. Durante la fase Buena Fe las casas son de un solo piso, las puertas tienen la forma de T y los techos son de viga.
- Fase Paquimé. Durante la fase Paquimé la población alcanza su mayor esplendor, las relaciones comerciales con otras poblaciones aumentan y se construyen montículos ceremoniales. La población está atravesada por un sistema de acequias que le proporcionan agua, se construyó un juego de pelota y dio inicio la construcción de casas de varios pisos, algunas construcciones alcanzaron hasta cuatro niveles.
- Fase Diablo. Durante la fase Diablo el asentamiento fue abandonado parcialmente e inició la decadencia a causa del hostigamiento de los pueblos enemigos, para 1340 la población sucumbe al asedio enemigo y muchos de sus habitantes fueron asesinados, eso se concluye por la cantidad de restos humanos que en posturas grotescas fueron encontrados.

#### Etapa V
Período tardío. De 1340 a 1660. El período se subdivide en: 
- Fase Robles.
- Fase de los primeros contactos esporádicos con los españoles.

#### Etapa VI
Período de los españoles. De 1660 a 1821.

### Características constructivas

#### Puertas T
En muros de adobe; anchas arriba y más estrechas abajo, con poca altura, un metro escaso. Según una teoría, la silueta de estas puertas está asociada con la de las “cachinas” prehistóricas (espíritus de los ancestros), representadas en el Suroeste Americano.

#### Muros
Construcción por un sistema de cajones. Usaban moldes para vaciar lodo sin material orgánico, apisonado. El exterior era recubierto con enjarre de arena, cal y polvo de conchas de ostión, luego era pintado de azul, verde y rosa. Sin cimentación; los muros se desplantaban en ranuras hundidas de 25 cm. Para varios niveles, los muros se hacían más anchos, de hasta 1.40 m abajo, y de 50 cm en los niveles.

#### Fogones y ventilación
Fueron usados para controlar la temperatura interior. La ventilación se hacía en las puertas, con salida de humo de los fogones, estos eran de tamaño proporcional al tamaño del cuarto donde se usaba.

#### Escaleras y rampas
Construidas en las edificaciones. 

#### Sistema de agua
Los “sistema de retención de agua”. Un sistema de acequias, a través de terrazas y terraplenes, tomaba agua de ríos, se conducía hasta la ciudad. Dentro de esta se usaban canales rectangulares de piedra laja de 30 cm, para alimentar habitaciones; tenían un depósito que filtraba el agua usada en baños de temazcal o de vapor. También había un sistema de desagüe.

## El Sitio
La Cueva La Ranchería, tiene un conjunto habitacional mayor que Cuarenta Casas. Su extensión es de 50 metros de largo por 20 metros de ancho. La mayoría de las habitaciones son de dos pisos y grandes. También hay graneros (Cuexcomate, ver nota abajo) de adobe y paja -algo deteriorados- en los cuales se habría guardado el maíz.
El sitio se encuentra al fondo del cañón en una gran cavidad semi-oculta. Esta tiene una gran amplitud y fácilmente alberga un conjunto de 50 cuartos o más.

### Habitaciones
Los cuartos son más grandes que las demás cuevas de la región, y muchos son de dos pisos. Aquí vivía todo un pueblo. El cimiento de este conjunto es toda una trinchera de piedra muy bien construida; muchos de los cuartos tienen las paredes y el techo negros por el hollín, aunque en existen unas especies de chimeneas. En uno de los cuartos se puede observar como se hacía el entretecho, con troncos de táscate y pino amarrados y recubiertos con arcilla. Este techo sostiene el segundo piso y se encuentra apuntalado con un tronco bastante grueso, todo negro por el hollín. El cuarto del segundo piso es amplio y contiene un cuartito, como si fuera para niños.

### Pinturas
En las paredes de una parte del conjunto existe una serie de pinturas del tipo paquimé, con motivos geométricos muy sencillos en color negro. El conjunto tiene un silo de forma circular semidestruido. En estos silos se almacenaba maíz, aún se pueden ver olotes que datan de la época antigua. Los silos los hacían con paja de pino unida con adobe, a la cual le iban dando la forma circular. También se puede ver un metate muy hermoso en perfecto estado, gran cantidad de fragmentos de cerámica y herramientas líticas.
Ante estos vestigios, fácilmente se puede imaginar a todo un pueblo viviendo aquí hace 1000 años; platicando, acarreando agua del arroyo, almacenando y desgranando maíz, compartiendo su mundo tan desconocido para nosotros. Este sitio olvidado, en medio del bosque en el cañón, está casi intacto.

### Otras cuevas cercanas
Existe otro sitio cercano denominado la Cueva de la Ranchería 2, en donde utilizaron el tallo del maíz para el trenzado de las paredes de adobe.
La Cueva de las Pirinolas, tiene un recinto que parece empotrado dentro de la cueva.
Existen otras dos cuevas, que también tenían casitas.

### Cuexcomate
Este tipo de graneros, parecidos a los cuexcomates del altiplano, por ejemplo el de Cacaxtla en Tlaxcala, son evidencia de almacenamiento de productos agrícolas, así como de su uso para alimentación y subsistencia de los grupos.
Evidencia arqueológicos da información de pueblos que tenían agricultura y sistemas de retención de suelos y agua.
El Cuexcomate de Cueva de la Olla es importante por su tamaño (2.5 m de diámetro y 3.55 de altura), así como por su ubicación en el conjunto como principal bien de la comunidad.
La estructura tiene forma de hongo y fue construida con paja seca, enrollada para darle forma. Se estima que se almacenaron semillas de amaranto, epazote, sotol, guaje y otras, en cantidades suficientes para al menos 170 días.
Tenía un recubrimiento rojo y negro con diseños autóctonos, se piensa que invocaban la protección de alimentos y la subsistencia de sus aproximadamente 30 moradores, lo que le confería un carácter ceremonial.
Tiene una abertura semicircular de 80 cm en su parte superior, probablemente era tapada con palmas y carrizo; en las paredes tiene hoyos para sacar y meter granos, y ventilación. El tipo de semillas indica la característica agrícola de sus habitantes. Empotrados a las paredes hay siete cuartos de arcilla, en escuadra. Las puertas en forma de T, típicas de la cultura Paquimé, están semiderruidas, aunque es posible recrear algunas en su totalidad.
Se piensa que la cueva tuvo un uso residencial y tiene un pequeño cuarto, dentro de otro, probablemente usado por alguna persona importante.